# Juan Rodríguez Mafra

Primera volta al món, començada per Magalhães i acabada per Elcano en què va participar activament Juan Rodríguez Mafra.

Juan Rodríguez Mafra (Palos de la Frontera; Huelva, 1470 — 8 de novembre de 1521) fou un navegant i explorador espanyol.
Va ser pilot de les naus Concepción i San Antonio en el viatge de Magalhães - Elcano, primer a realitzar la volta al món.

## Joventut i viatges a Amèrica
Juan Rodríguez Mafra va néixer a Palos de la Frontera el 1470, segons es desprèn de la seva declaració en els Plets Colombins del 16 de febrer de 1515, ja que afirma tenir més de 45 anys. Era per tant un marí de 22 anys quan les naus Santa María, Pinta i Niña es disposaven a salpar del Port de Palos. Es va mostrar reticent a participar en el projecte colombí, encara sabent que ho avalava Martín Alonso Pinzón, per qui mostra admiració i respecte quan diu:
| «                                                  | "...Que molts no gosaven venir [a Amèrica] perquè tenien per vana aquella empresa, i que si no vingués [Colom] amb Martín Alonso Pinzón, que era home ric i emparentat, no vingués [Colom] amb la gent que va venir. I que [això] ho sap perquè es va trobar a Palos quan l'Almirall dit va armar l'esmentada armada i no vaig voler anar pel tenir per cosa vana." | » |
| — En castellà antic l'original. - Plets Colombins. | |   |

Potser la raó també pogués ser que estava noucasat amb Catalina Ruiz.
En tornar la primera expedició colombina amb èxit, canvia la seva actitud, i passa a ser un altre més dels actius descobridors de Palos. Va prendre part en el segon i tercer viatge de Colom (1493 i 1498). Seguidament amb el seu germà Diego de Lepe viatja a Terra Firma el 1499, després dels passos de l'expedició de Vicente Yáñez Pinzón que descobreix el Brasil, al que sobrepassen quan Pinzón es deté en l'exploració de la desembocadura del riu Amazones, per la qual cosa van ser Rodríguez Mafra i Diego de Lepe els verdaders descobridors d'aquesta costa, des de l'Amazones fins a les terres descobertes per l'Almirall.
A continuació, va embarcar en l'expedició de Rodrigo de Bastidas al Darién (1500-1502). I de tornada a Palos, quan es disposa a realitzar un nou viatge a les Índies, va haver de fer un breu parèntesi en la seva aventura americana, ja que el 1505 va ser enviat, amb càrrec de contramestre de la caravel·la Santa Cruz, a la presa de Mazalquivir.
Els mèrits realitzats i l'experiència acumulada, fan que l'anomenin pilot de la sa majestat, per Reial Cèdula als oficials de la Casa de Contractació de 23 de maig de 1512.
El 1513 és pilot de la Santa Cruz, al costat de Juan Bermúdez, pilot de la Santa María de la Antigua i propietari d'ambdues caravel·les, que havia comprat, l'any anterior a Portugal, dirigint-se rumb a Cuba i la Hispaniola on porten "roba de mercaders" i passatgers. En aquest viatge els acompanya Juan Martín Pinzón, el fill de Martín Alonso Pinzón.
A aquesta tasca de transportar homes i mercaderies per aprovisionar les illes es va haver de dedicar en aquells anys, ja que apareix novament a Cuba (1515) i San Salvador (1516).

## Trobada amb Magalhães
En anys posteriors (1517-1518) va haver de conèixer a Sevilla a Magalhães, que preparava el seu viatge amb l'objectiu de trobar un pas que li permetés salvar el continent americà per arribar a terres asiàtiques per Occident, convencent-lo el portuguès que l'acompanyés, per al qual va tenir interessants raons: una Reial Cèdula oferia als pilots i a contramestres de naus que acompanyessin a Magalhães privilegis de Cavalleria, i una altra similar augmentava a 6.000 morabatís el sou anual de Juan Rodríguez Mafra, el temps que estigués embarcat.

## Petició d'escut d'armes per als Pinzón
Però abans de salpar, encapçala la petició perquè sa majestat concedeixi escut d'armes als Pinzón i altres mariners de Palos, exposant la lamentable situació en la qual es trobaven els descendents d'aquests mariners, que tants serveis havien ofert a la corona. L'emperador Carles V finalment va concedir als Pinzón, als seus descendents i familiars les següents armes:
| « | per la present us fem mercè i volem que pugueu tenir i portar per les vostres armes conegudes tres caravel·les al natural a la mar i de cada una elles surti una mà mostrant la primera terra que així van fallar i van descobrir en un escut tal com aquest […] i per orla de la dita escut pugueu portar i porteu unes àncores i uns cors les quals les esmentades armes us donem... | » |
| — En castellà antic l'original. Arxiu General d'Índies (Sevilla), Indiferent General, Signatura: INDIFERENTE,420,L.8,F.146R-147V | |   |

## Participació en el viatge de Magalhães i Elcano

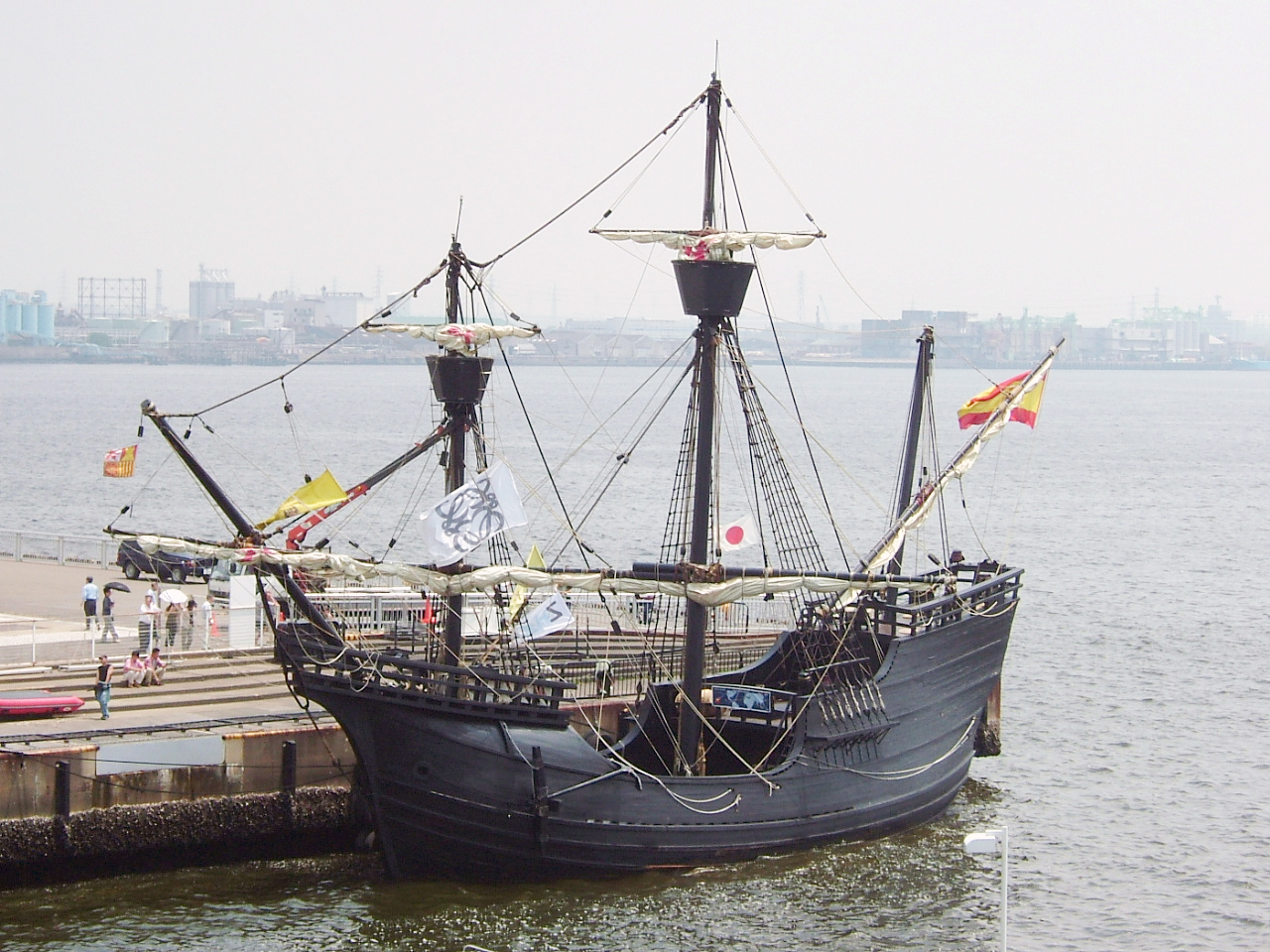
Rèplica de la nao Victòria, l'única de les cinc naus de Magalhães que va retornar a Espanya el 1522, sent la primera en circumnavegar el globus terrestre.

Després d'aquests preparatius, s'embarca en l'expedició de Magalhães al costat del seu fill Diego, que va com a patge, i Ginés de Mafra, un parent seu natural de Jerez de la Frontera i veí de Palos.

### Mafra, pilot de la nau San Antonio
Va partir de Sanlúcar de Barrameda el 20 de setembre de 1519, en una expedició composta per les naus Trinidad, nau capitana al comandament de Magalhães; Victoria; San Antonio; Concepción i Santiago. Rodríguez Mafra va salpar com a pilot de la San Antonio, la major de les naus de la flotilla amb les seves 120 tones, i van posar rumb a Tenerife, on van arribar el 26 de setembre, per prosseguir el viatge el 3 d'octubre de 1519.
Van arribar a Rio de Janeiro el 13 de desembre, en un viatge deliberadament lent perquè Magalhães desconfiava d'alguns dels oficials que portava i volia provar la seva lleialtat abans d'arribar a l'estret entre l'Atlàntic i el Pacífic, el seu "secret" pretès. En realitat, el que Magalhães buscava com a estret era l'enorme desembocadura del Riu de la Plata. Davant de tal contrarietat, no podent continuar cap al sud en aquella època, van haver de passar l'hivern. El desànim va escampar entre la tripulació, fomentat pels oficials dels quals Magalhães sospitava des de l'inici del viatge, circumstància que li va permetre avortar la rebel·lió des del començament, executant aquests capitosts.

### Troballa de l'Estret de Magallanes
Desitjosos d'abandonar com més aviat millor aquella inactivitat, envien a la Santiago a explorar i naufraga, per la qual cosa prossegueixen ancorats fins al 18 d'octubre de 1520, ja en plena primavera austral, en el qual reprenen el viatge. Juan Rodríguez Mafra va llavors com a pilot de la Concepción, ja que en la San Antonio l'ambient de rebel·lia no li resultava gens tranquil·litzador. I, en efecte, aquesta nau no va seguir les altres una vegada trobat l'Estret de Magallanes, sinó que va donar la volta i va tornar a Espanya, on serien jutjats a la seva arribada.

### Arribada a les Moluques i mort de Rodríguez Mafra
Les tres naus restants de l'expedició, després de més de tres mesos de navegació per l'Oceà Pacífic, sense veure més terra que la d'alguns illots, van arribar el 6 de març de 1521 a l'Illa dels Lladres i comencen a explorar l'arxipèlag de les Filipines, fins que Magalhães mor a les mans dels indígenes en una emboscada que els van preparar a Mactán, el 27 d'abril de 1521. Als pocs dies és cremada la nau Concepción. Juan Rodríguez Mafra, probablement ja malalt, inicia, a la Trinidad o la Victoria, un llarg periple de més de sis mesos fins que a la fi arriben a la meta: Tidore, les Moluques, les illes de les Espècies, l'objectiu de tots els descobridors de l'època. Era el 8 de novembre de 1521, mes en el qual moria, pel que sembla de febres, Juan Rodríguez Mafra.

### Final de l'expedició
Quan la nau Victoria entra a Sevilla el 8 de setembre de 1522, després de fer la primera volta al món, només 18 homes, en molt mal estat, desembarquen encapçalats pel seu capità Juan Sebastián Elcano. Dels Mafra, Ginés va ser un dels supervivents, segons es desprèn de la documentació originada del seu procés de separació matrimonial, ja que la que va ser la seva esposa, donant-lo per mort, s'havia casat de nou. Ginés de Mafra, home molt culte, va llegar una interessant història del primer viatge que va fer la volta al món.